# Splendida follia
Splendida follia è un album di Enzo di Domenico, pubblicato nel 1984.

## Tracce
Lato A
1. Piccola sbandata
2. Nennillo
3. Puffo
4. Si cca ce stisse tu
5. Luci blu

Lato B
1. Splendida follia
2. E chiove oj mà
3. Baci e carezze
4. Pecchè te voglio bene
5. Entreneuse